# Provincia Haut-Ogooué
Provincia Haut-Ogooué este una dintre cele 9 unități administrativ-teritoriale de gradul I ale statului Gabon.